# Brewster SBN
Brewster SBA/SBN – amerykański pokładowy bombowiec nurkujący z okresu II wojny światowej, opracowany w wytwórni Brewster Aeronautical Corporation z Long Island City w 1936 roku i produkowany w krótkiej serii w zakładach Naval Aircraft Factory w Filadelfii od 1940 roku

## Historia

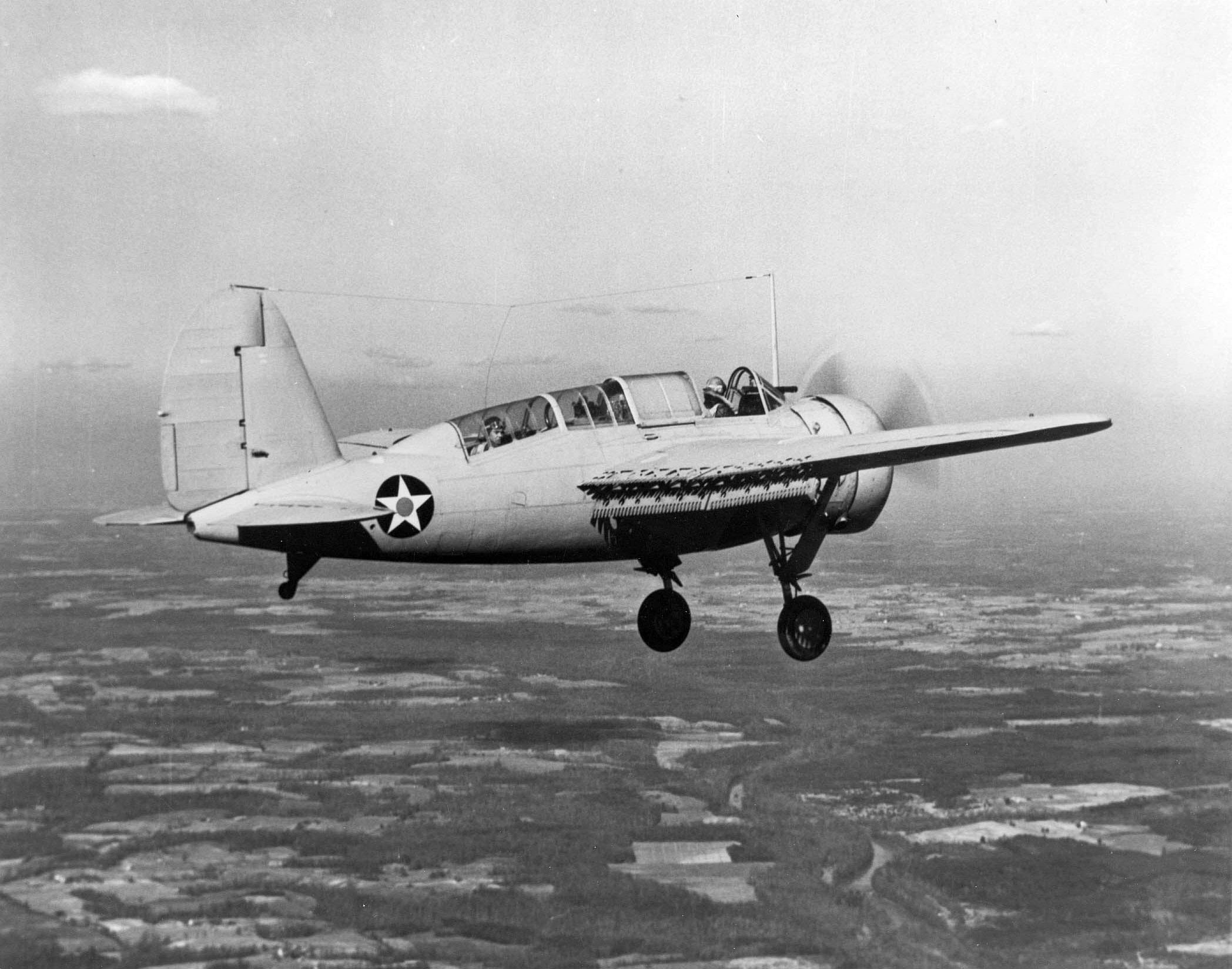
SBN-1 należący do 8. Torpedowego Dywizjonu w locie w 1941 r.

Na początku lat trzydziestych XX wieku dowództwo amerykańskiej marynarki wojennej, w związku z rozbudową floty lotniskowców, zwróciło się do szeregu wytwórni o opracowanie samolotów pokładowych. Jedną z tych firm było Brewster Aeronautical Corporation, która podjęła się opracowania i budowy prototypu samolotu zwiadowczo-bombowego. Był on zarazem pierwszą konstrukcją firmy Brewster.
Prototyp takiego samolotu o oznaczeniu fabrycznym B-138 i oficjalnym marynarki XSBA-1 został oblatany 15 kwietnia 1936 roku. Prototyp był wyposażony w silnik gwiazdowy Wright R-1820-4 Cyclone o mocy 722 KM (559 kW), ale w toku prób stwierdzono, że jego moc jest niewystarczająca dlatego też zastosowano nowy silnik Wright XR-1820-22 Cyclone o mocy 950 KM (708 kW). 
Po przeprowadzeniu dalszych prób dowództwo marynarki podjęło decyzję o skierowaniu tego samolotu do produkcji. Ponieważ jednak firma Brewster nie miała mocy produkcyjnych z uwagi na podjęcie produkcji myśliwców Brewster F2A Buffalo, 30 egzemplarzy tego samolotu zamówiono w warsztatach marynarki wojennej Naval Aircraft Factory (NAF) w Filadelfii. Z uwagi na zmianę producenta, zmieniono oznaczenie samolotów seryjnych nadane przez Marynarkę z SBA na SBN.
W wytwórni Naval Aircraft Factory samolot nieznacznie przekonstruowano, a tak zmieniony samolot oznaczono jako SBN-1. Jednak produkcje jego podjęto dopiero w listopadzie 1940 roku, a zakończenie zamówionej partii samolotów nastąpiło dopiero w marcu 1942 roku.
Samoloty Brewster SBN-1 z powodu opóźnień w jego produkcji w chwili wejścia do służby okazały się słabsze od wprowadzanych już i masowo produkowanych samolotów Douglas SBD Dauntless. Wobec tego skierowano je do eskadr treningowych, m.in. służyły do treningów na lotniskowcu USS „Ranger”. Nie brały natomiast udziału w działaniach bojowych. W listopadzie 1940 roku pierwsze SBN-1 otrzymał dywizjon VB-3 na lotniskowcu USS „Saratoga”, lecz w kolejnym roku wymieniono je na SBD-3. W 1944 roku zostały ostatecznie wycofane z lotnictwa amerykańskiej marynarki wojennej.

## Opis konstrukcji
Brewster SBA/SBN był dwumiejscowym pokładowym bombowcem nurkującym, wolnonośnym średniopłatem o konstrukcji całkowicie metalowej, z gładkim pokrycie duralowym tylko stery i lotki kryte były płótnem. Skrzydła były trójdzielne o obrysie trapezowym z zaokrąglonymi końcówkami. Skrzydła były wyposażone w metalowe, perforowane klapy krokodylowe, między lotkami a kadłubem. Klapy mogły równocześnie otwierać się w górę i dół, pełniąc role hamulców aerodynamicznych, ograniczając także prędkość nurkowania. Usterzenie klasyczne, wolnonośne, w produkcji seryjnej miały obrys prostoliniowy, choć w prototypie obrys był eliptyczny. Kabina mieściła dwie osoby pod długą, częściowo oszkloną osłoną. W podskrzydłowej części kadłuba mieściła się komora bombowa. Podwozie główne chowane w locie (golenie chowały się w skrzydła a koła w kadłub). Kółko ogonowe było stałe. Napęd stanowił jeden silnik gwiazdowy. 
Wersje samolotu
- Brewster XSBA-1 – wersja prototypowa zbudowany w Brewster Aeronautical Corporation, 1 sztuka
- Brewster SBN-1 – wersja produkcyjna, produkowana w Naval Aircraft Factory, 30 sztuk